# Exechesops leucopis
Exechesops leucopis (лат.) — вид жуков из семейства ложнослоников.

## Распространение
Восточная и Юго-Восточная Азия (Вьетнам, Китай, Южная Корея, Япония). Завезён в Европу: Россия (Белгородская, Воронежская, Волгоградские и Липецкая области, Дальний Восток), восточная Украина. Тот факт, что E. leucopis появляется в энтомологическом материале из Восточной Европы только с 1970-х годов, предполагает, что этот вид мог быть случайно занесён с культурными видами декоративных садовых деревьев и кустарников с Дальнего Востока, Китая, Кореи или Японии. С другой стороны, его всегда собирают строго в естественных лесах, и нет ни одного случая, когда он собирался в озеленённых территориях, городских парках или садах, что позволяет предположить, что E. leucopis может быть и местным видом в Европе.

## Описание
Мелкий жук-ложнослоник. Кормовые растения из рода стиракс (Styrax japonica, S. obassia) и клён (Acer ginnala). Украинские популяции обнаружены питающимися на сухих и гнилых ветвях на клёне татарском и клёне полевом. Взрослые особи ведут дневной образ жизни. Самки инициируют стридуляторные движения надкрылий в 17.00—18.00, когда поблизости появляются самцы. Стридуляцию состоит из 3 стадий: (1) самка выпускает заднегрудные крылья, которые частично сложены вдоль продольной оси; (2) надкрылья слегка приподнимаются, но остаются сомкнутыми; (3) запускаются быстрые дорсо-вентральные движения брюшных сегментов, вызывающие взаимное трение стридуляторных поверхностей пигидия и надкрылий и эффект стридуляции. Каждый стридуляторный акт продолжается примерно 1—3 секунды, затем самка продвигается вперед на 0,5—2 см и поворачивается на 10—90 ° влево/вправо. Большинство стридуляционных актов и поворотов на 10—360 ° происходили, когда самки достигли вершины ветки.
Вид Exechesops leucopis демонстрирует половой диморфизм в своей головной морфологии. Головная капсула самца уплощена спереди и расширена с боков, образуя пару отростков, поддерживающих глаза, тогда как головная капсула самки не имеет отростков. Ширина головы положительно коррелирует с длиной тела. Ширина головы сильно варьирует среди самцов и увеличивается с увеличением длины тела у самцов с большей скоростью, чем у самок. Самцы, особенно крупных размеров, часто проявляли территориальное поведение на ветвях, приносящих плоды, или на отдельных плодах деревьев Styrax (Styracaceae), где они совокуплялись с самками. Наблюдения показали, что самцы используют лоб как оружие, чтобы исключить других самцов со своей территории, где они ждут, пока самки спариваются, а затем охраняют самок после спаривания. Самцы, которые столкнулись с явно более крупными особями, бежали без физического контакта, предполагая, что ширина головы самца могла быть показателем для оценки боевых способностей противника перед фактическим боем. Между маленькими самцами агонистического поведения не наблюдалось.